# Campeonato Mundial de Halterofilismo de 2022 - Até 55 kg masculino
A categoria até 55 kg masculino foi um evento do Campeonato Mundial de Halterofilismo de 2022, disputado em Bogotá, na Colômbia, no dia 6 de dezembro de 2022.

## Calendário
Horário local (UTC-5)
| Dia           | Horário | Fase    |
| ------------- | ------- | ------- |
| 6 de dezembro | 09:30   | Grupo B |
| 6 de dezembro | 19:00   | Grupo A |

## Medalhistas
| Evento    | Ouro                      | Ouro   | Prata              | Prata  | Bronze              | Bronze |
| --------- | ------------------------- | ------ | ------------------ | ------ | ------------------- | ------ |
| Arranque  | Lại Gia Thành (VIE)       | 118 kg | Arli Chontey (KAZ) | 118 kg | Ngô Sơn Đỉnh (VIE)  | 117 kg |
| Arremesso | Theerapong Silachai (THA) | 148 kg | Kim Yong-ho (KOR)  | 145 kg | Miguel Suárez (COL) | 143 kg |
| Total     | Theerapong Silachai (THA) | 265 kg | Ngô Sơn Đỉnh (VIE) | 260 kg | Kim Yong-ho (KOR)   | 260 kg |

## Recordes
Antes desta competição, o recorde mundial da prova era o seguinte:
| Recorde         | Tipo      | Atleta            | Peso   | Local   | Data                   |
| Recorde Mundial | Arranque  | Padrão mundial    | 135 kg |         | 1 de novembro de 2018  |
| Recorde Mundial | Arremesso | Om Yun-chol (PRK) | 166 kg | Pattaya | 18 de setembro de 2019 |
| Recorde Mundial | Total     | Om Yun-chol (PRK) | 294 kg | Pattaya | 18 de setembro de 2019 |

## Resultado
Os resultados foram os seguintes. 
| Pos.              | Atleta                       | Grupo | Arranque (kg) | Arranque (kg) | Arranque (kg) | Arranque (kg)     | Arremesso (kg) | Arremesso (kg) | Arremesso (kg) | Arremesso (kg)    | Total |
| Pos.              | Atleta                       | Grupo | 1             | 2             | 3             | Resultado         | 1              | 2              | 3              | Resultado         | Total |
| ----------------- | ---------------------------- | ----- | ------------- | ------------- | ------------- | ----------------- | -------------- | -------------- | -------------- | ----------------- | ----- |
| Medalha de ouro   | Theerapong Silachai (THA)    | A     | 117           | 117           | 119           | 4                 | 144            | 147            | 148            | Medalha de ouro   | 265   |
| Medalha de prata  | Ngô Sơn Đỉnh (VIE)           | A     | 116           | 117           | 119           | Medalha de bronze | 143            | 146            | 148            | 4                 | 260   |
| Medalha de bronze | Kim Yong-ho (KOR)            | A     | 115           | 118           | 119           | 5                 | 145            | 145            | 145            | Medalha de prata  | 260   |
| 4                 | Arli Chontey (KAZ)           | A     | 115           | 118           | 118           | Medalha de prata  | 140            | 141            | 144            | 6                 | 259   |
| 5                 | Miguel Suárez (COL)          | B     | 105           | 109           | 109           | 10                | 140            | 143            | 145            | Medalha de bronze | 248   |
| 6                 | Angel Rusev (BUL)            | A     | 106           | 110           | 110           | 9                 | 141            | 145            | 145            | 5                 | 247   |
| 7                 | Nestor Colonia (PHI)         | B     | 110           | 110           | 110           | 7                 | 133            | 133            | 140            | 8                 | 243   |
| 8                 | Josué Brachi (ESP)           | B     | 107           | 112           | 116           | 6                 | 129            | 134            | 134            | 10                | 241   |
| 9                 | José Poox (MEX)              | B     | 100           | 104           | 106           | 11                | 130            | 135            | 138            | 7                 | 239   |
| 10                | Gabe Chhum (USA)             | B     | 100           | 103           | 106           | 8                 | 132            | 132            | 135            | 9                 | 238   |
| 11                | Jhony Arteaga (ECU)          | B     | 100           | 104           | 106           | 12                | 120            | 125            | 127            | 11                | 229   |
| 12                | Juan Barco (MEX)             | B     | 90            | 95            | 95            | 13                | 115            | 120            | 125            | 12                | 210   |
| —                 | Lại Gia Thành (VIE)          | A     | 118           | 118           | 121           | Medalha de ouro   | 141            | 142            | 142            | —                 | —     |
| —                 | Mansour Al-Saleem (KSA)      | A     | 115           | 116           | 116           | —                 | 141            | 141            | 141            | —                 | —     |
| —                 | Éric Andriantsitohaina (MAD) | A     | 102           | 102           | 102           | —                 | —              | —              | —              | —                 | —     |